# Krypto
För andra betydelser, se Krypto (olika betydelser).
Krypto (av grekiska kryptos, 'förborgad', 'dold') är en algoritm som används inom olika kommunikationssystem för två olika syften. Antingen vill man dölja informationen för obehöriga (åstadkomma sekretess), eller så vill man säkerställa att informationen är korrekt överförd (autenticitet). Ett alternativt ord för krypto är chiffer (efter franska chiffre, 'siffra'), som syftar på en följd av tecken i en hemlig skrift.
För att tyda (dechiffrera eller dekryptera) den krypterade texten behövs en chiffernyckel som inte obehöriga användare har tillgång till.

## Hantering
Det finns två system man använder sig av för att kryptera text – kodsystem och chiffer. Ett kodsystem bygger på ett överenskommet sätt att ersätta vissa bokstäver, ord eller meningar med andra bokstäver och ord. Ett chiffer använder sig istället av en beräknelig algoritm som omvandlar en serie text eller bitar till en annan.
Ett krypto, i meningen chiffer, är en metod för att göra ett meddelande skrivet i klartext oläsligt för utomstående. Den oläsliga texten kallas för kryptotext eller chiffertext. För att dekryptera en chiffertext använder man en chiffernyckel.
Metoder för seriös kryptering behandlas inom kryptografin. Genom datorerna är hemmagjorda koder och chiffer i allmänhet triviala att bryta, till exempel genom frekvensanalys.

## Andra ord
I överförd betydelsen finns ordet kryptisk, som sägs om något som ger sken av att vara någonting det inte är, alternativt döljer sin verkliga innebörd. Det senare behandlas inom steganografin.

## Chiffer i urval
- Caesarrullning
- Förskjutningschiffer
- Murarchiffer
- Vigenère-chiffret